# Jean-Joseph Bottemanne
Jean-Joseph Bottemanne, né en 1723 à Soignies, où il est mort en 1794, est un maître de carrière et sculpteur sonégien du XVIIIe siècle réputé pour ses calvaires en pierre bleue.

## Histoire
Il est issu d'une famille de maîtres de carrière implantée dans le Hainaut. Son aïeul et son bisaïeul étaient échevins d'Écaussinnes-Lalaing et de nombreux membres de sa famille servent le clergé séculier comme trésorier au XVIIe siècle. Son père est le maître de carrière Jean-Joseph Bottemanne (1690-1754), inhumé dans la chapelle familiale du vieux cimetière de Soignies. 
Il renoue avec la tradition médiévale en combinant son activité de tailleur de pierre à celle de sculpteur. On lui doit les calvaires de Mainvault, de Lens et de Vlamertinge. Certaines de ses créations sont marquées de son signe lapidaire IIB.
Selon Jean-Pierre Ducastelle, conservateur du Musée de la Pierre de Maffle, il a pu puiser son inspiration des œuvres anversoises du statuaire Michel Van der Voort (1667-1737) datées du début du XVIIIe siècle ou de certains modèles baroques. 
Le Calvaire de Lens, exécuté en 1749, comprend les sculptures de La Vierge, Moïse, Marie-Madeleine, Saint-Jean, du roi David et d'un Christ plus tardif du XIXe siècle au cœur d'une enceinte en pierre restaurée en 1894. Le calvaire de Vlamertinge est une réalisation du milieu du XVIIIe siècle, autrefois érigée à Thieusies. Les sculptures de La Vierge et de Saint-Jean sont actuellement conservées à Vlamertinge.
Le calvaire de Mainvault, sculpté en 1775, est constitué d'un ensemble en pierre bleue sonégienne représentant le Christ en croix, le serpent Nahash, La Vierge, Moïse, Saint-Jean et David. Il abritait jusqu'en 1963 une mise au tombeau du début du XVe siècle, actuellement conservée au musée d'histoire d'Ath. 
Les sculptures sont associées à diverses traditions populaires, et à partir du XVIIIe siècle les pèlerins viennent y prier dans l'espérance d'intervention miraculeuse. Après de nombreuses dégradations au lendemain de la Seconde Guerre mondiale, le site a bénéficié d'une première restauration en 1970 à l'initiative de la municipalité d'Ath, puis d'une seconde au cours de l'été 1994.
Sculpté par l'artiste en 1772, le tombeau du vieux cimetière de Soignies est une création composite avec pour modèle un homme à moulons en pierre bleue du XVe siècle actuellement conservé dans l'ancienne chapelle du XIIe siècle.

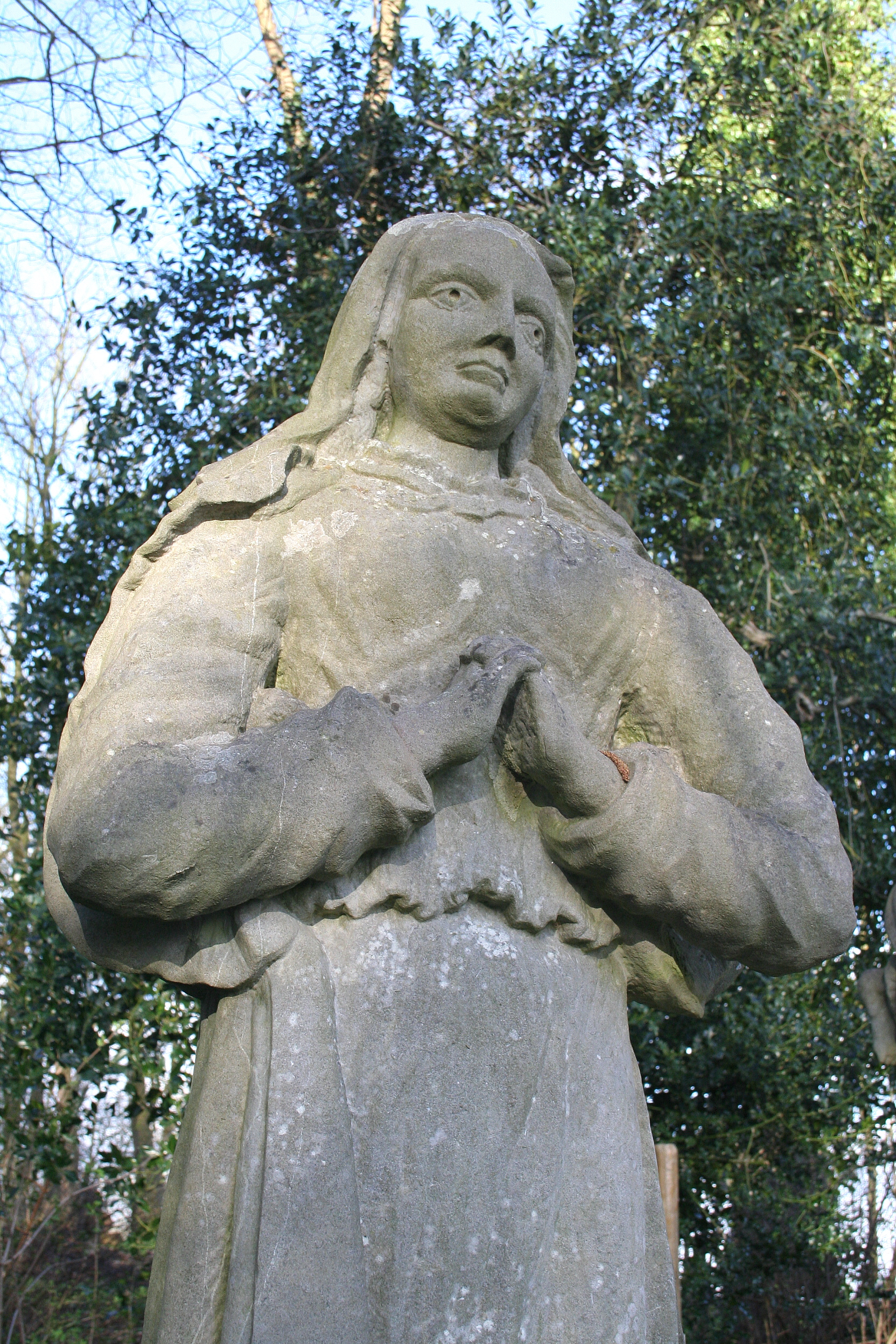
Mainvault (Belgique), Sculptures de J.J. Bottemanne (1775).
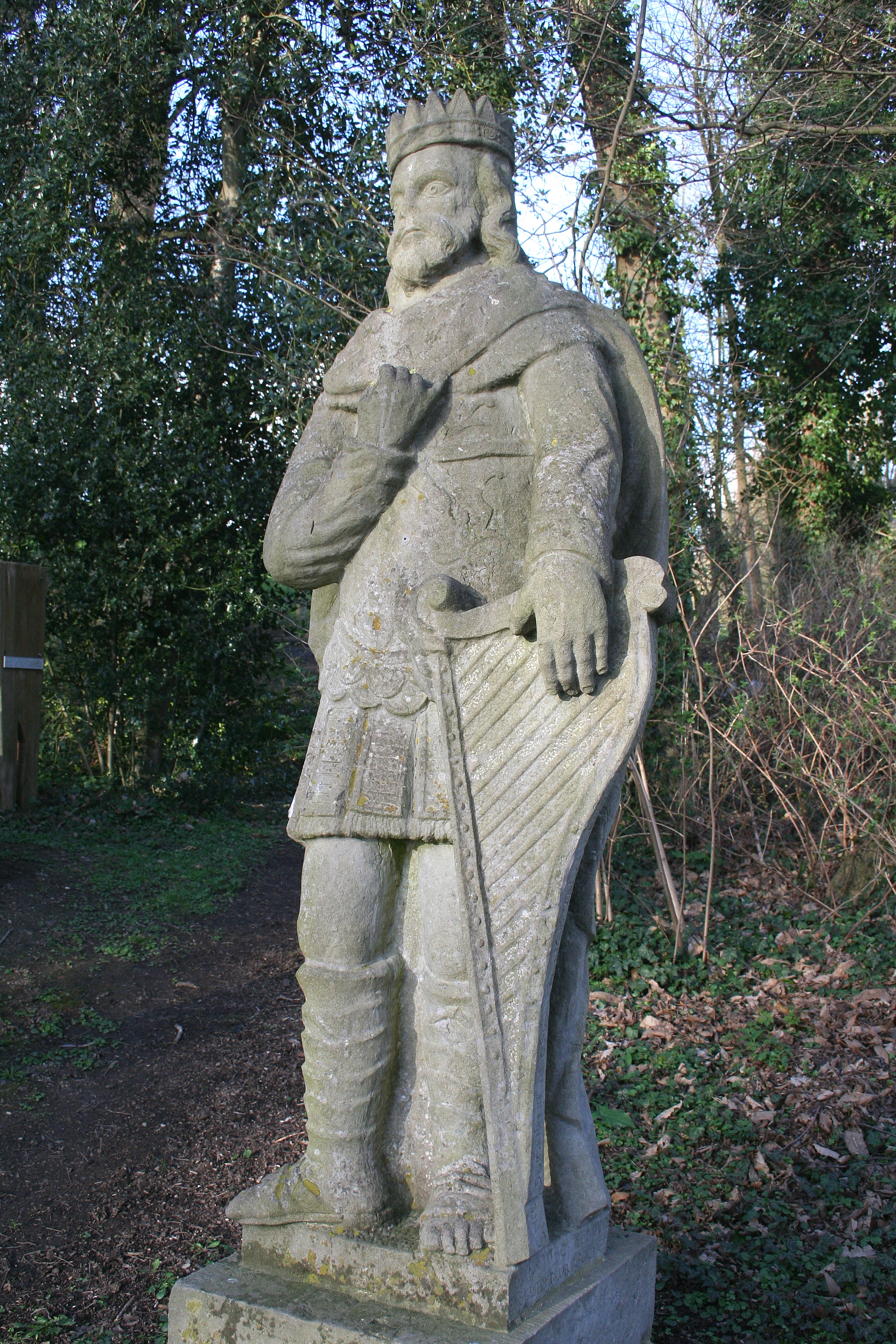
Mainvault (Belgique), Sculptures de J.J. Bottemanne (1775).
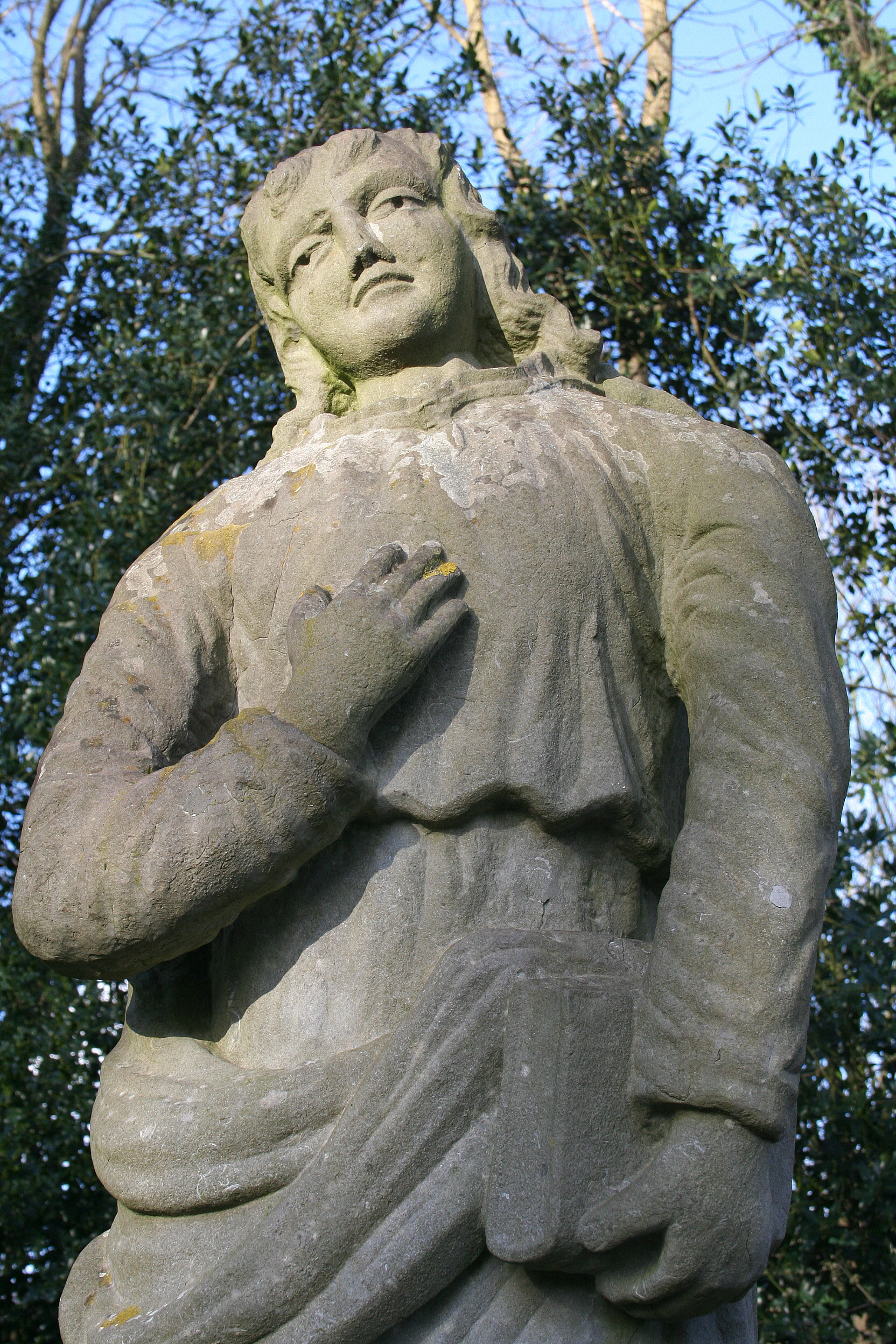
Mainvault (Belgique), Sculptures de J.J. Bottemanne (1775).
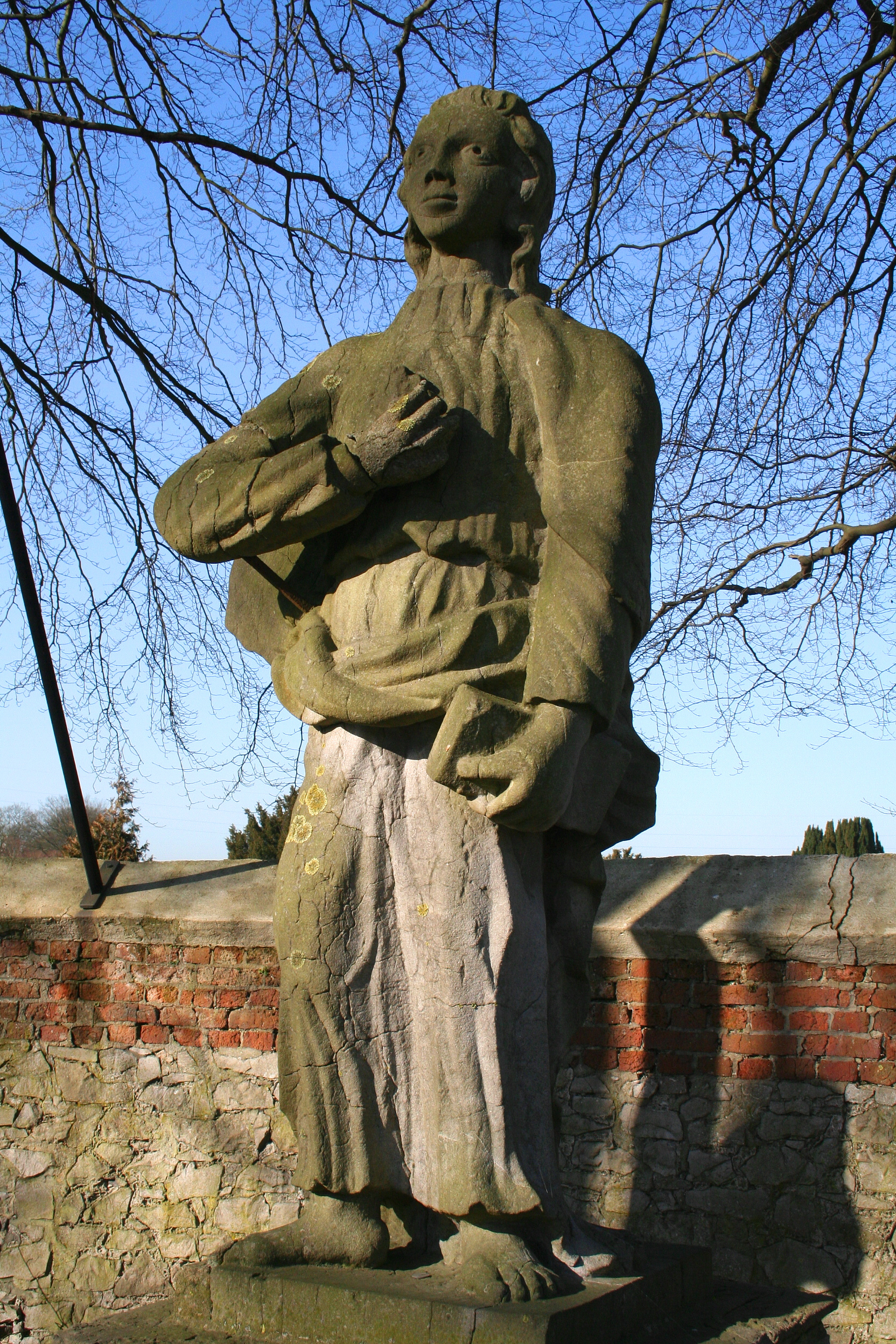
Lens (Belgique), Sculptures de J.J. Bottemanne (1749).